# Real Erário
O Real Erário, também denominado Erário Régio, Tesouro Geral, Real Fazenda, Tesouro Público ou ainda Tesouro Geral, foi uma instituição portuguesa criada por Alvará de 22 de dezembro de 1761, por El-Rei D. José I, da autoria de Sebastião José de Carvalho e Melo, o Marquês de Pombal, como instituição de topo da administração fiscal portuguesa destinada a centralizar  a gestão corrente das contas públicas. O Real Erário, ressalvadas as diferenças institucionais, foi o antepassado direto do atuais Ministério das Finanças de Portugal, Tribunal de Contas de Portugal, Ministério da Fazenda do Brasil  e do Tribunal de Contas do Brasil.

## Criação
A sua concepção insere-se na e reorganização do sistema de cobrança de impostos e no combate ao fluxo contrabandista, que punha em causa os monopólios comerciais concedidos às companhias de comércio portuguesas.
O Alvará de 22 de Dezembro de 1761 que cria o Real Erário extinguiu o emprego de Contador Mor, e os Contos do Reino, e Casa, com todos os ofícios e incumbências, e com todas as formas de arrecadação que neles se exercitaram e praticaram até agora, e todos os Depósitos, em que até o presente pararam os cabedais pertencentes ao seu Real Erário; institui para ele um tesouro único e geral, para nele entrarem e dele saírem os referidos cabedais.... Em substituição foi criado o Tesouro Geral, chefiado pelo Inspetor Geral do Tesouro, auxiliado por um Tesoureiro Mor e pelo Escrivão deste.
O Tesouro Geral era dividido em quatro contadorias, cada uma das quais chefiada por um contador-geral, organizadas de acordo com a estrutura territorial do Império Português. Paralelamente à reorganização orgânica, foram introduzidos novos métodos contabilísticos, com a imposição do método das partidas dobradas para a escrituração da contabilidade pública.
Logo em 11 de Janeiro de 1762 o Ministro e Secretário de Estado dos Negócios do Reino, o referido Marquês de Pombal então ainda Conde de Oeiras, tomou posse do cargo de Inspector Geral do Erário Régio como "Lugar Tenente imediato à Real Pessoa de Sua Magestade".
Pela sua mão, mais tarde e para o auxiliar, em 29 de Outubro de 1776, dá o auto de posse a José António Rebelo, a quem tomou juramento do cargo de Tesoureiro Geral dos Juros para que fora nomeado por Real Decreto.
Uma lei de 9 de Julho de 1763 determinou a extinção da Contadoria Geral e das Vedorias e manda prestar contas directamente ao Erário.
Em 1792, já pela mão da Rainha D. Maria I, o Conselho da Fazenda foi incorporado no Real Erário, o qual consolidou então a sua posição como órgão de cúpula do sistema fiscal português.

## Brasil
O Real Erário teve sede em Lisboa até 1807, quando a entrada de Portugal nas Guerras Napoleónicas levou à transferência da corte portuguesa para o Brasil. Já no Brasil, a 11 de Março de 1808, o Príncipe D. João reinstituiu aí  o Erário Régio entregando a  sua administração Fernando José de Portugal e Castro, marquês de Aguiar. Será no dia 28 de Junho do  mesmo  ano que é sai o seu alvará, mas, agora um órgão com sede no Rio de Janeiro.
No Brasil o Real Erário foi progressivamente assumindo novas funções e novas estruturas, incluindo as repartições da Diretoria Geral dos Diamantes, a Junta Administrativa dos Novos Impostos, o Real Empréstimo, a Tesouraria Geral dos Ordenados e o Dízimo do Açúcar.
Com a independência do Brasil, em 1822, a parte do Real Erário que permanecia no Rio de Janeiro passou a ser o Tesouro Público do Rio de Janeiro, assumindo o nome Ministério da Fazenda em 1824, por força da entrada em vigor da Constituição do Império.

## Portugal
Já no Reino de Portugal, após a guerra civil portuguesa e com a implantação do Liberalismo, surge o Decreto de 16 de Maio de 1832, publicado em Ponta Delgada pelo Governo de D. Pedro IV em nome da sua filha e depois D. Maria II, extinguindo este Erário Régio e criando o Tribunal do Tesouro Público, e ainda as diferentes Comissões. Estas foram referidas nos decretos de 4 de Junho 5 de Novembro e 4 de Dezembro do mesmo ano. Só começou a ter ampla execução depois de criada a Comissão do referido Tribunal do Tesouro Público e com o Decreto de 31 de Agosto de 1833 que confirmou igualmente a abolição do Conselho da Fazenda de 16 de Maio de 1832.